# Клерфонтен
Клерфонтен (фр. Clairfontaine) је насељено место у Француској у региону Пикардија, у департману Ен (Пикардија).
По подацима из 2011. године у општини је живело 571 становника, а густина насељености је износила 39,9 становника/km².

## Демографија
| 1962. | 1968. | 1975. | 1982. | 1990. | 2011. |
| ----- | ----- | ----- | ----- | ----- | ----- |
| 609   | 597   | 519   | 556   | 514   | 571   |